# Yushania rolloana
Yushania rolloana là một loài thực vật có hoa trong họ Hòa thảo. Loài này được (Gamble) T.P.Yi miêu tả khoa học đầu tiên năm 1983.